# Liolaemus abaucan
Liolaemus abaucan — вид ігуаноподібних ящірок родини Liolaemidae. Ендемік Аргентини.

## Поширення і екологія
Liolaemus abaucan мешкають в долині річки Абаукан на заході провінції Катамарка. Вони живуть в сухій, кам'янистій місцевості, місцями порослій чагарниками, серед скель. Зустрічаються на висоті від 900 до 2600 м над рівнем моря. Відкладають яйця.